# Nippon Series 2009
Die Nippon Series 2009 war die 60. Auflage der Finals der japanischen Baseballmeisterschaft. Die Best-of-Seven-Serie fand zwischen dem 31. Oktober und dem 7. November 2009 statt. Die Yomiuri Giants aus der Central League standen den Hokkaidō Nippon Ham Fighters aus der Pacific League gegenüber. Beide Mannschaften hatten die reguläre Saison jeweils als Erstplatzierte abgeschlossen und sich in den Playoffs, der Climax Series, gegen ihre Ligakonkurrenten durchgesetzt. Das Heimrecht in den ersten beiden Spielen und im sechsten Spiel kam den Nippon Ham Fighters zu.
Die Giants setzten sich mit 4-2 Spielen gegen die Fighters durch und gewannen erstmals seit sieben Jahren und insgesamt zum 21. Mal den Meistertitel. Zum MVP der Serie wurde der Giants-Catcher Shinnosuke Abe gekürt, der zwei Home Runs schlug, darunter im fünften Spiel einen Sayonara-Homerun, und die Giants im sechsten Spiel mit einem RBI-Double in Führung brachte.
Die Yomiuri Giants bestritten am 14. November 2009 gegen den Sieger der koreanischen Hanguk Series, die Kia Tigers, ein Spiel in Nagasaki um die „koreanisch-japanische Klubmeisterschaft“ – die in den vergangenen vier Jahren ausgetragene Asia Series unter zusätzlicher Beteiligung der Republik und der Volksrepublik China war aufgegeben worden. Die Giants gewannen 9-4.

## Die Playoffs
Die Playoffs begannen mit Stage 1 der Climax Series am 16. (Pacific League) und 17. Oktober (Central League). In der regulären Saison der Central League standen die beiden Erstplatzierten Yomiuri Giants und Chūnichi Dragons im September als Teilnehmer fest, die Tōykō Yakult Swallows setzten sich erst Anfang Oktober endgültig gegen die Hanshin Tigers und die Hiroshima Tōyō Carp im Kampf um den dritten Platz durch. In der Pacific League sicherten die Nippon Ham Fighters sich am 6. Oktober den ersten Platz.
In Stage 1 konnten sich in beiden Ligen die Zweitplatzierten durchsetzen. Wie bereits 2008 starten die Erstplatzierten der regulären Saison mit einem Sieg Vorsprung in Stage 2, die am 21. Oktober begann, und konnten sich beide mit 3-1 für die Nippon Series qualifizieren.
| Climax Series Stage 1 | Climax Series Stage 1        | Climax Series Stage 1 |                              | Climax Series Stage 2 | Climax Series Stage 2        | Climax Series Stage 2 |  |   | Nippon Series  | Nippon Series | Nippon Series |
|                       |                              |                       |                              |                       |                              |                       |  |   |                |               |               |
| 3                     | Tōkyō Yakult Swallows        | 1                     |                              | 2                     | Chūnichi Dragons             | 1                     |  |   |                |               |               |
| 2                     | Chūnichi Dragons             | 2                     |                              | 1                     | Yomiuri Giants               | 3+1                   |  |   |                |               |               |
| Central League        |                              |                       |                              |                       |                              |                       |  |   |                |               |               |
|                       |                              |                       |                              |                       |                              |                       |  | 1 | Yomiuri Giants | 4             |               |
|                       |                              | 1                     | Hokkaidō Nippon Ham Fighters | 2                     |                              |                       |  |   |                |               |               |
|                       |                              |                       |                              |                       |                              |                       |  |   |                |               |               |
| 3                     | Fukuoka Softbank Hawks       | 0                     |                              | 2                     | Tōhoku Rakuten Golden Eagles | 1                     |  |   |                |               |               |
| 2                     | Tōhoku Rakuten Golden Eagles | 2                     |                              | 1                     | Hokkaidō Nippon Ham Fighters | 3+1                   |  |   |                |               |               |
| Pacific League        |                              |                       |                              |                       |                              |                       |  |   |                |               |               |

## Spiele
| Spiel | Datum            | Gast                         | Score | Heim                         | Score | Gesamtstand (YOM-NIP) | Stadion      | Zuschauer |
| ----- | ---------------- | ---------------------------- | ----- | ---------------------------- | ----- | --------------------- | ------------ | --------- |
| 1     | 31. Oktober 2009 | Yomiuri Giants               | 4     | Hokkaidō Nippon Ham Fighters | 3     | 1–0                   | Sapporo Dome | 40.650    |
| 2     | 1. November 2009 | Yomiuri Giants               | 2     | Hokkaidō Nippon Ham Fighters | 4     | 1–1                   | Sapporo Dome | 40.718    |
| 3     | 3. November 2009 | Hokkaidō Nippon Ham Fighters | 4     | Yomiuri Giants               | 7     | 2–1                   | Tokyo Dome   | 45.150    |
| 4     | 4. November 2009 | Hokkaidō Nippon Ham Fighters | 8     | Yomiuri Giants               | 4     | 2–2                   | Tokyo Dome   | 45.133    |
| 5     | 5. November 2009 | Hokkaidō Nippon Ham Fighters | 2     | Yomiuri Giants               | 3     | 3–2                   | Tokyo Dome   | 45.160    |
| 6     | 7. November 2009 | Yomiuri Giants               | 2     | Hokkaidō Nippon Ham Fighters | 0     | 4–2                   | Sapporo Dome | 40.714    |